# Lecythocaridae
Lecythocaridae is een uitgestorven familie van de superfamilie Glaessneropsoidea uit de infraorde krabben en omvat slechts één geslacht:
- Lecythocaris  †  von Meyer, 1860